# Ярославский областной перинатальный центр
Ярославский областной перинатальный центр — медицинское учреждение в городе Ярославле. Расположен в северной части города, в посёлке Иваньково.
Комплекс из 12 зданий, общая площадь составляет 46 тысяч м2, полторы тысячи различных специализированных помещений, 180 коек для рожениц, 12 индивидуальных родильных залов с реанимационной системой для роженицы и новорожденного, комплексы для выхаживания недоношенных маловесных детей. В целом учреждение уникально для России. Планируется принимать около 4 тысяч родов в год, обслуживая не только ярославский, но и соседние регионы.
На строительство, шедшее в рамках подготовки к 1000-летию Ярославля, однако завершившееся на почти год позднее и не без проблем, ушло более 3 миллиардов рублей, выделенных примерно пополам из федерального и областного бюджетов. Первых рожениц принял в июле 2011 года. Число сотрудников должно составить около 700 человек. Планируется построить жильё для них неподалёку.